# Matroska

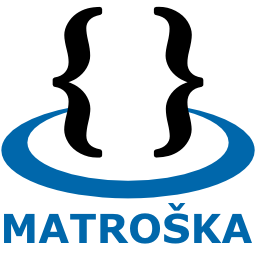
Matroska-projektets logotyp

Matroska är ett projekt ämnat för utveckling av filformat som kan samla olika former av multimediainformation i en sammanhållen fil. Exempelvis ljud- och videospår. Matroska är en öppen standard med öppen källkod. Namnet kommer från den ryska dockan Matrjosjka. Vanliga filändelser är .mka för ljudfiler och .mkv för video med ljud och även eventuell textning. Det är vanligt att med denna standard samla alla multimedia från en Bluray-skiva till en mkv-fil som kan sparas som backup eller för uppspelning med hjälp av kompatibel mediaspelare.

## Matroska filtyper
| Sufix | Beskrivning                                                               |
| ----- | ------------------------------------------------------------------------- |
| .MKV  | Matroska video innehåller video och annan multimedia om så önskas         |
| .MKA  | Matroska audio innehåller ljud                                            |
| .MKS  | Matroska subtitles innehåller undertexter (textremsor)                    |
| .MK3D | Matroska stereoscopic/3D video innehåller video med tredimensionellt stöd |
| .webm | WebM är ett öppet videoformat för webben som baserar sig på Matroska      |